# Bibbiena
Bibbiena ("Bibbjèna" en el dialecte local) és un municipi situat al territori de la província d'Arezzo, a la regió de la Toscana (Itàlia).
Limita amb els municipis de Bagno di Romagna, Castel Focognano, Chiusi della Verna, Ortignano Raggiolo i Poppi.
Les frazione de Banzena, Bibbiena Stazione, Campi, Camprena, Farneta, Gello, Giona, Gressa, Lonnano, Marciano, Molino di Gressa, Moscaio, Partina, Pianacci, Pian del Ponte, Poggiolo, Pollino, Querceto, Santa Maria del Sasso, Serravalle, Soci, Terrossola i Tramoggiano pertanyen al municipi de Bibbiena.

## Fills Il·lustres
- Gianpiero Taverna (1932), director d'orquestra.

## Galeria fotogràfica

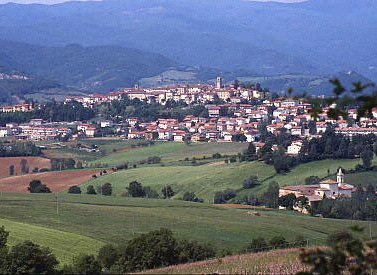
Panorama